# Saint-Christol, Vaucluse
Saint-Christol este o comună în departamentul Vaucluse din sud-estul Franței. În 2009 avea o populație de 1.272 de locuitori.

## Evoluția populației
| An        | 1975 | 1982 | 1990 | 1999 | 2006  | 2009  |
| --------- | ---- | ---- | ---- | ---- | ----- | ----- |
| Populație | 366  | 700  | 636  | 555  | 1.104 | 1.272 |